# Julia (linguaggio di programmazione)
Julia è un linguaggio di programmazione, multi-paradigma, open source pubblicato a partire dal 2012 (anche se le basi furono poste nel 2009) da un gruppo di programmatori impegnati professionalmente nel campo del calcolo numerico pensato con lo scopo di fornire uno strumento ad alte prestazioni dedicato in maniera particolare al mondo della programmazione scientifica.
Scritto in C++ e Scheme questo linguaggio si basa su di un compilatore JIT (Just In Time) che si appoggia a sua volta sul noto framework LLVM. Fin dalle prime fasi dello sviluppo gli autori si sono impegnati nel fornire al linguaggio un adeguato supporto di librerie implementate tra l'altro in gran parte in Julia stesso ponendo nel contempo grande enfasi sulle prestazioni che dovevano essere comparabili con quelle ottenute in C o Fortran.
Pur essendo stato ideato per applicazioni di carattere numerico e scientifico non è tuttavia precluso il suo utilizzo come strumento general purpose.

## Hello, World
Il seguente esempio propone il classico "Hello, World!":
```
print
(
"Hello, World!"
)

```

Come esempio più complesso ma significativo ecco il modo in cui si può risolvere con questo linguaggio il noto problema delle 8 regine:
```
addqueen
(
queens
,
 
queen
)
 
=
 
push!
(
copy
(
queens
),
 
queen
)

hitsany
(
queen
,
 
queens
)
 
=
 
any
(
map
(
x
 
->
 
hits
(
queen
,
 
x
),
 
queens
))

hits
(
a
,
 
b
)
 
=
 
any
(
a
 
.==
 
b
)
 
||
 
first
(
abs
.
(
a
 
.-
 
b
))
 
==
 
last
(
abs
.
(
a
 
.-
 
b
))

function
 
solve
(
x
,
 
y
,
 
n
,
 
d
 
=
 
Vector
{
Tuple
{
Int
,
 
Int
}}())

    
if
 
iszero
(
n
)

        
return
 
d

    
end

    
for
 
px
 
in
 
1
:
x
,
 
py
 
in
 
1
:
y

        
if
 
!
hitsany
((
px
,
 
py
),
 
d
)

            
s
 
=
 
solve
(
x
,
 
y
,
 
n
 
-
 
1
,
 
addqueen
(
d
,
 
(
px
,
 
py
)))

            
if
 
s
 
!==
 
nothing

                
return
 
s

            
end

        
end

    
end

    
return
 
nothing

end

for
 
i
 
in
 
1
:
8

    
println
(
"# Solve for 
$i
:
\n
"
,
 
solve
(
8
,
 
8
,
 
i
))

end

```

## Ecosistema
Julia offre un ampio ecosistema di librerie per molti ampi della computazione, raggruppati nel registro generale. Il linguaggio offre uno strumento integrato per gestire le librerie (package), ovvero Pkg.jl.